# Ceorl

Mercia und seine Nachbarreiche zu Ceorls Zeit

Ceorl (auch Cearl) war ein König des angelsächsischen Königreiches Mercia zu Beginn des 7. Jahrhunderts.

## Leben
Ceorl war der erste König Mercias, der namentlich als solcher in den Quellen erwähnt wird. Seine Vorfahren sind unbekannt und es ist umstritten, ob er einer Nebenlinie des etablierten Königshauses der Iclingas entstammte oder mit diesem nicht verwandt war.
Seine Tochter Cwenburh hatte mit dem aus Northumbria, genauer Deira, vertriebenen Edwin, dem Ceorl Obdach gewährte, die beiden Kinder Osfrith und Eadfrith. Dies deutet darauf hin, dass Ceorl weder Gefolgsmann Æthelfriths von Northumbria noch Æthelberhts von Kent, von dem angegeben wird, dass er zu dieser Zeit der mächtigste Herrscher im südlichen Englands gewesen sei, sondern ein eigenständig regierender König war, der selber Tribut von seinen ihm abhängigen Gebieten verlangen konnte. Vermutlich war Ceorl in benachbarten englischen Gebieten und Teilen von Wales als Oberkönig anerkannt. Higham nimmt an, dass Ceorls Herrschaftsbereich die im ersten Abschnitt des Tribal Hidage genannten neunzehn Volksstämme umfasste. Vermutlich bildete der Fluss Ribble zu jener Zeit die Grenze Northumbrias zu Mercia.
Æthelfrith errang um 615 in der Schlacht bei Chester einen wichtigen Sieg über die walisischen Königreiche und vermutlich auch über Mercia. Sein Einfluss in Mercia wurde um 615/616 so stark, dass Ceorl den geflohenen Edwin nicht mehr schützen konnte und Edwin in East Anglia Asyl suchte. Möglicherweise bereitete Æthelfrith Ceorls Herrschaft um 616 ein Ende und konnte zeitweilig selbst in Mercia und den davon abhängigen Kleinreichen herrschen oder von ihm dominierte Unterkönige einsetzen.
Zumeist wird Ceorls Tod auf das Jahr 626 angesetzt und Penda, der Sohn des Pybba, als sein direkter Nachfolger angesehen. Unter Penda begann der Aufstieg Mercias zur lokalen Großmacht innerhalb der sogenannten Heptarchie. Ceorls Enkel Osfrith und Eadfrith wurden von Penda getötet.